# Johann Friedrich Wilhelm Jerusalem
Johann Friedrich Wilhelm Jerusalem (født 22. november 1709, død 2. september 1789) var en tysk protestantisk teolog.

## Liv
Jerusalem var søn af en evangelisk pastor i Osnabrück. Efter faderens død i 1726 studerede han teologi i Leipzig og Wittenberg, hvor han i 1731 opnåede magistergraden. Derefter fulgte et to-årigt ophold i Holland. Han vendte tilbage til Tyskland i 1734, hvor han omkring 1737 beklædte stillingen som hofmester i Göttingen. Efter et mangeårigt ophold i England fik han en huslærerstilling i Hannover og modtog i 1742 en kaldelse fra hoffet i Braunschweig. Der blev han hofpræst og huslærer for kronprins Karl Wilhelm Ferdinand. I 1752 fulgte kaldet som abbed for Riddagshausen.
Jerusalem var siden 1742 gift med Martha Christina, født. Pfeiffer, enke efter en Albrecht. Af deres 5 børn opnåede sønnen Karl Wilhelm en uheldig berømmelse. Efter sit selvmord i 1772 tjente han som forlæg for hovedpersonen i Goethes roman Den unge Werthers lidelser. Jerusalem er begravet i Klosterkirken i Riddagshausen nær Braunschweig.

## Virke
Jerusalem var hovedmanden og medgrundlægger af det Collegieum Carolinum der i 1745 blev opført, forløberen for det moderne Tekniske Universitet i Braunschweig. Som en højtstående rådgiver for hertug Karl I. af Braunschweig havde en stor indflydelse i udformningen af uddannelsespolitikken i hertugdømmet. 
Jerusalem er en af de vigtigste teologer i Tyskland i oplysningstiden. Han var en af hovedmændene bag den såkaldte neologi der var en radikal teogolisk retning som afviste den traditionelle teologis dogmatik. Med sit hovedværk "Betrachtungen über die vornehmsten Wahrheiten der Religion" ("Betragtninger over religionens fornemste sandheder") anvendte han tidens filosofiske historie.